# Pomice
La pomice è una roccia magmatica, leggerissima a causa dell'elevatissima porosità.

## Descrizione

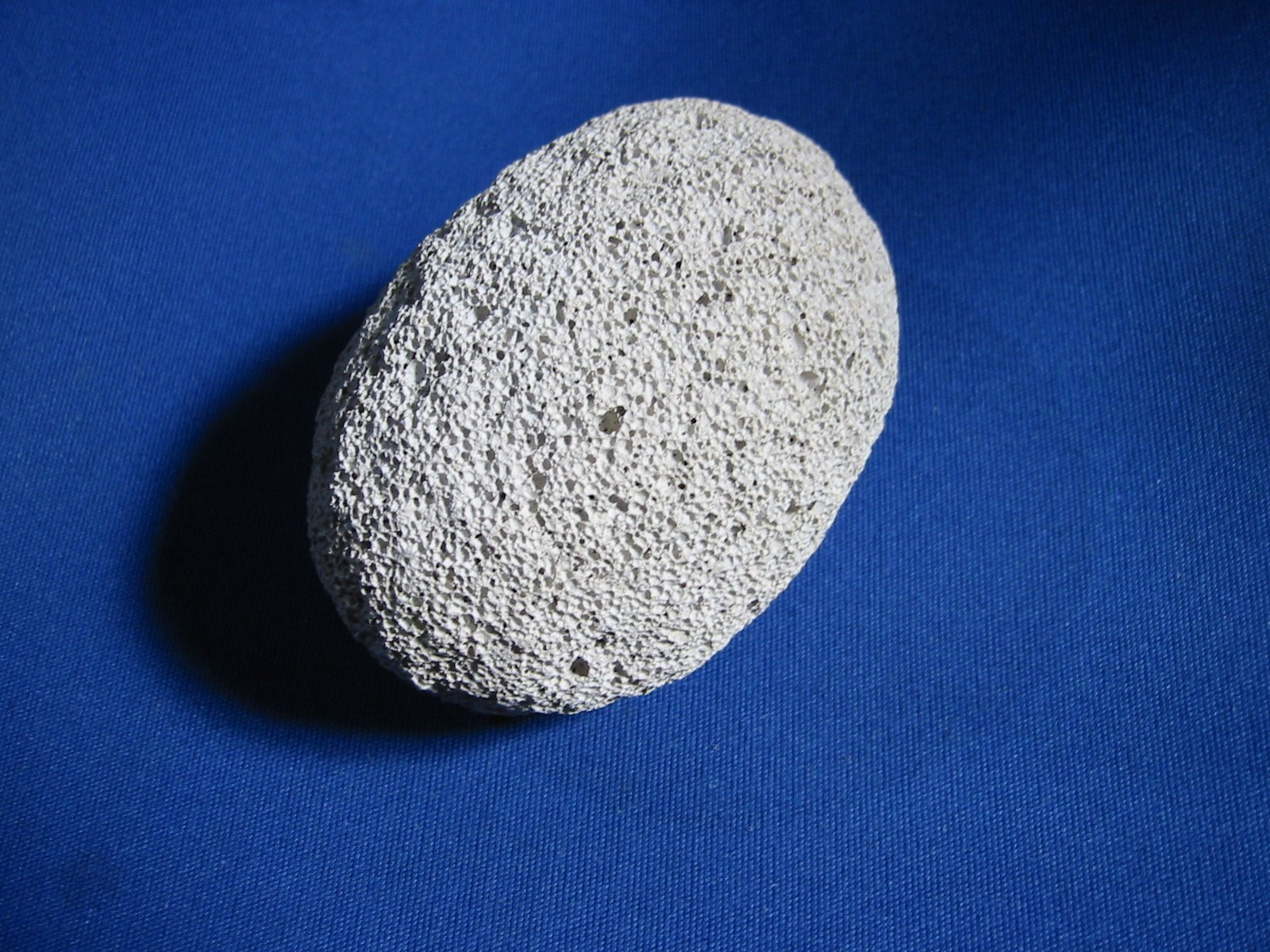
Pezzo arenatosi sulla battigia a Veglia - Croazia (diametro minore 56 mm).

Il termine dal punto di vista geologico è generico e si riferisce alla particolare tessitura porosa della roccia. Essa si forma principalmente da eruzioni di tipo esplosivo, quindi da magmi acidi, silicatici o felsici, ma ne esistono anche a parziale componente mafica, e la porosità è dovuta alla formazione di bolle di gas di struttura simile alla schiuma nella matrice vetrosa della roccia. 
Il rapido raffreddamento mantiene la struttura vescicolare (formante anche il 90% del volume mentre la scoria vulcanica è meno vescicolata), e la parte solida è costituita da roccia amorfa, raramente con una piccola componente cristallina. La massa solida è alla fine costituita prevalentemente da silice, con disciolti vari ossidi metallici (di alluminio, titanio, ferro, manganese ed altri).
Data la sua elevata porosità è l'unica pietra che galleggia nell'acqua. Avendo un peso specifico inferiore a quello dell'acqua, la pomice galleggia basandosi sulla sua struttura a cellule sferiche, ma comunicanti tra loro nella maggior parte dei casi attraverso una non completa chiusura; quelle che, verso l'interno del pezzo in esame, non vengono invase dall'acqua consentono alla pietra di galleggiare.
La pomice è comunemente di colore chiaro (esempio costa nord-orientale dell'Isola di Lipari), ma può assumere aspetto bianco, crema, grigio, verde o nero a seconda della composizione; in questi ultimi due casi spesso per la presenza prevalentemente del ferro, come per esempio la pomice nera delle isole Canarie.

## Uso e industria

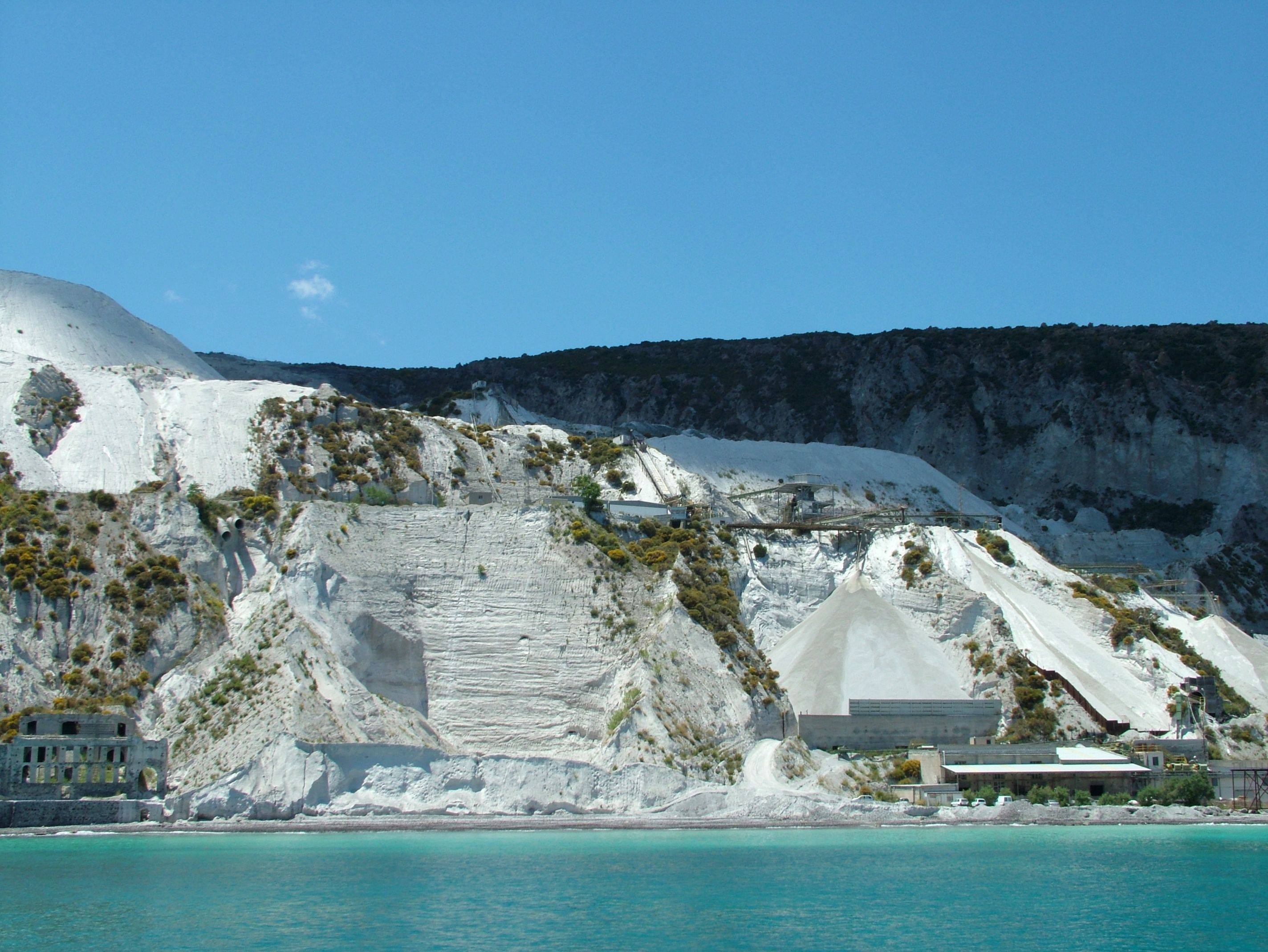
Cava di pomice sull'isola di Lipari

È usata in campo cosmetico ed in quello del lavaggio industriale (stone wash). In edilizia viene usata per alleggerire il calcestruzzo e come isolante acustico e termico, sia in polvere sia in blocchi o pannelli; rientra nei materiali approvati per la bioedilizia. 
Altri usi: florovivaismo, assorbente e filtrante per oli industriali, pulizia delle superfici in genere ed abrasivo leggero. 
La cava di pomice sull'isola di Lipari è chiusa dal 2005 e da allora la concentrazione di pomice sulle spiagge si è ridotta drasticamente, riducendo in alcuni casi anche le dimensioni delle spiagge costituite dai materiali rimanenti dalla produzione.